# Самосват Максим В'ячеславович
Максим В'ячеславович Самосват (нар. 15 червня 1981 року, Москва) — російський рок-музикант, саунд-продюсер, звукорежисер. Найбільш відомий як вокаліст гуртів Mechanical Poet (з 2003 по 2006) та «Эпидемия» (з 2000 по 2010).

## Біографія
Максим Самосват народився 15 червня 1981 року у Москві.
Першим гуртом Самосвату була Orcrist, в якій також грали майбутні музиканти «Епідемії» Ілля Князєв та Роман Захаров. На початку своєї кар'єри Максим виступав з гуртами Lady Prowler (1997—1998), «Чужие Люди», «Travel to the Night».

### Вокаліст «Епідемії»
У 2000 році був запрошений вокалістом у російську пауер-метал — групу «Епідемія», де замінив Павла Окунева (нині — «Арда»). Першою роботою Самосвата з групою став альбом «Загадка Волшебной Страны», що вийшов у 2001 році .
У 2004 році група, у співпраці з іншими російськими вокалістами — Артуром Беркутом (екс-«Арія»), Lexx-ом («Мастер»), Андрієм Лобашовим (Arida Vortex), Кирилом Нємоляєвим («Бони НЕМ»), Дмитром Борисенковим («Чорний Обеліск»), записує першу російську метал-оперу «Эльфийская Рукопись», де Максим виконав роль головного героя — напівельфа Дезмонда.
У 2005 році Епідемія випускає свій п'ятий номерний альбом, що отримав назву «Жизнь в Сумерках». Платівка містила у собі перезаписи пісень з перших альбомів, трекліст альбому визначався шанувальниками через Інтернет.
У 2006 році Самосват взяв участь у записі альбому гурту "Мастер " — «По ту сторону сна» в рамках проекту Margenta на вірші Маргарити Пушкіної. Максим виконав пісню «За гранью». Самосват також брав участь у записі альбомів гуртів Everlost — «Noise Factory» та Hatecraft — «Lost Consolation».
У 2007 році виходить продовження «Ельфійського Рукопису» — «Эльфийская Рукопись: Сказание на все времена», в якій до вже задіяних у першій частині метал-опери музикантів додалися Михайло Серишев (екс-«Мастер»), Костянтин Румянцев («Тролль Гнёт Ель»), Катерина Білоброва (The Teachers), Євген Єгоров («Колизей»). У цій метал-опері Максим знову зіграв роль Дезмонда.
25 жовтня 2010 року Максим заявив про свій вихід з «Епідемії». Останні виступи разом із групою відбулися 10 грудня у Санкт-Петербурзі та 11 грудня 2010 року у Москві. Причинами стали емоційне вигоряння та втома від колег та музики «Епідемії»
Був концерт, на якому я вийшов на сцену та зрозумів, що мені не в кайф. Я цим людям, які прийшли, заплатили грошей за квитки, нічого сказати не хочу — принаймні тим, що я зараз виконую. Праворуч і ліворуч стоять люди, які мене, чесно кажучи, вже давно дратують. Буває таке, коли ти живеш постійно в турах, займаєтеся одним і тим самим, буває перенасичення.

 І в мене в голові змінилися, можливо, смаки, пріоритети, я почав хотіти чогось іншого. Став це пропонувати музикантам, зрозумів, що жодного відгуку немає. А я так влаштований, що мені краще не мучити всіх довкола, простіше взяти і зав'язати.
Самосват сам знайшов групі нового вокаліста, Євгена Єгорова.

### Поза «Епідемією»
У 2003—2006 роки Максим був вокалістом прогресив-метал групи Mechanical Poet. За його участі були записані два альбоми: Handmade Essence в 2003 році і Woodland Prattlers в 2004. Самосват брав участь також в записі демо-версій третього альбому, але в результаті лідер гурту Лекс Плотніков вважав за краще взяти на його місце вокаліста, не зайнятого в іншій групі — Джеррі Леніна .
З 2005 по 2014 роки Самосват був звукорежисером та менеджером студії Dreamport. З 2014 працює на студії Meat Factory (Москва). Як звукорежисер і продюсер працював з групами: Everlost, Ольви, Блондинка Ксю, Наив, Эпидемия, Kruger, Глуб Самойлоff & The Matrixx, План Ломоносова, Радіо Чача, Inexist, Louna, Southwake, Нервы, Яр Хмель, Noize MC, ІN, Grizzly Knows No Remorse та ін.